# TOZ-194
A TOZ-194 é uma espingarda de calibre 12, de ação deslizante, fabricada pela Fábrica de Armamentos de Tula.

## História
No início dos anos 90, a Fábrica de Armamentos de Tula projetou uma espingarda de ação deslizante baseada na TOZ-87. No final de 1994, o primeiro modelo (TOZ-94) foi desenvolvido.
Posteriormente, iniciou-se a produção do segundo modelo (TOZ-194), que, desde então, ganhou popularidade entre atiradores civis na Rússia e na Europa, sendo relatado que está em uso por algumas forças de segurança russas.
A TOZ-194 é uma espingarda de ação deslizante convencional que utiliza um carregador tubular de 7 cartuchos e câmara para cartuchos de espingarda de 70 mm (calibre 12 "padrão 2 3⁄4", portanto, o uso de cartuchos "Magnum" de 76 mm é fortemente contraindicado). Sua principal característica é o cano de 540 mm, estranhamente longo para uma espingarda de combate; isso foi feito para atingir um comprimento total de 805 mm, o que a torna legal para a posse civil na Rússia.

## Variantes
- TOZ-94 (ТОЗ-94) - primeiro modelo[2] com carregador de quatro cartuchos.[3]
- TOZ-194 (ТОЗ-194) - segundo modelo. Quatro variantes da espingarda TOZ-194 estão disponíveis: a TOZ-194M com punho tipo pistola; a TOZ-194-01M com punho tipo pistola e coronha metálica retrátil, além de adaptadores de boca disponíveis para aplicações táticas; a TOZ-194-02M e a TOZ-194-03M, ambas com coronha fixa padrão, sendo esta última também disponível com adaptador de boca.

| Variante    | Calibre, mm | Comprimento do cano, mm | Compriemnto da espingarda, mm | com coronha dobrada | Peso, kg | Capacidade do carregador |
| ----------- | ----------- | ----------------------- | ----------------------------- | ------------------- | -------- | ------------------------ |
| TOZ-194M    | 12/70       | 540                     | 805                           | N/A                 | 3,0      |                          |
| TOZ-194-01M | 12/70       | 540                     | 1.250                         | N/A                 | 3,0      | 4; 7                     |
| TOZ-194-02M | 12/70       | 540                     | 1.060                         | 815                 | 3,2      | 7                        |
| TOZ-194-03M | 12/70       | 540                     | 1.060                         | 815                 | 3,2      | 4; 7                     |

## Operadores
- Moldávia - as espingardas TOZ-94 e TOZ-194-02 (com coronhas fixas não destacáveis) são permitidas como armas de caça civis.[8]
- Rússia - é permitida como arma de caça civil.[3][9]